# Florilegium Gallicum
Le Florilegium Gallicum est une compilation d'extraits d'une quarantaine d'auteurs latins qui date du XIIe siècle. Il appartient au genre de l'anthologie, particulièrement pratiqué au Moyen Âge. C'est l'un des plus importants ouvrages de ce genre.

## Origine
Le Florilegium Gallicum semble avoir été composé dans le milieu intellectuel de la cathédrale d'Orléans, comme c'est aussi le cas du Florilegium Angelicum.

## Contenu
Les extraits compilés correspondent à quatre-vingt-neuf ouvrages différents. Les œuvres poétiques sont réunies en premier ; une deuxième section comprend les œuvres en prose. Pour certains auteurs comme Ovide, Cicéron et Sénèque, les extraits se trouvent à plusieurs endroits du florilège.
Parmi les auteurs latins dont des extraits ont été réunis dans le Florilegium Gallicum, on trouve :
- Aulu-Gelle
- Boèce
- Calpurnius Siculus
- Cassiodore
- César
- Cicéron
- Claudien
- Donat
- Horace
- Juvénal
- Macrobe
- Martial
- Ovide[2]
- Perse
- Pétrone[3]
- Plaute
- Prudence
- Quintilien
- Salluste
- Sénèque
- Sidoine Apollinaire
- Suétone
- Térence[4]
- Tibulle
- Virgile

## Manuscrits
Le Florilegium Gallicum est conservé à travers plusieurs manuscrits, qui datent pour la plupart du XIIIe et du XIVe siècles. Le plus ancien est un manuscrit de la Bibliothèque nationale de France (Lat. 7647), copié vers 1200 ; il n'est pas complet. Les autres manuscrits les plus importants sont : Paris, Bibliothèque nationale de France, Lat. 17903 ; Madrid, Biblioteca del Monasterio de San Lorenzo del Escorial, ms. Q-I-14 ; Arras, Bibliothèque municipale, ms. 64 (65).